# Dölzschen
Dölzschen ist ein Ortsteil der sächsischen Landeshauptstadt Dresden. Er hat 2100 Einwohner und gehört zum Stadtbezirk Cotta.

## Geographie
Der Stadtteil Dölzschen liegt nahe der westlichen Stadtgrenze teilweise im Weißeritz-Tal (auch Plauenscher Grund genannt) und hauptsächlich auf den Höhen westlich der Elbe, angrenzend an die Stadtteile Plauen, Naußlitz, Löbtau und Roßthal. Im Westen grenzt er an die Fluren von Freital und dessen Stadtteil Pesterwitz. Dölzschen gehört zum statistischen Stadtteil Naußlitz, innerhalb dessen der Ortsteil den statistischen Bezirk 945 Dölzschen bildet. Der Stadtteil ist höhenmäßig stark gegliedert. Industrieansiedlungen sind im Weißeritztal entstanden (Niederdölzschen), die Wohngebiete entwickelten sich um den alten Dorfkern (Altdölzschen), an den Hängen des Plauenschen Grundes und am Hang zwischen dem angrenzenden Stadtteil Löbtau und Altdölzschen (Hohendölzschen). Bis an die westliche Stadtgrenze Dresdens reicht ein beidseits der Wurgwitzer Straße neuentstandenes Wohngebiet, das vorwiegend aus Einfamilienhäusern besteht. Im Alltag nennt man es „die Siedlung“.

## Geologie
Nach dem ehemaligen Dorf Dölzschen benannt ist der geologische Begriff Dölzschen-Formation. Es sind Ablagerungen des Kreidemeeres vor mehr als 65 Millionen Jahren. Im Ratssteinbruch unterhalb des Dölzschener Luftbades an der Straße von Dresden nach Freital sind diese Gesteinsschichten spektakulär aufgeschlossen. Bemerkenswert sind die oberen bis zu 18 Meter mächtigen Plänerschichten (bestehend aus Quarz, Kalk, Tonmineralen). Die Dölzschen-Formation ist sehr fossilreich.

## Geschichte

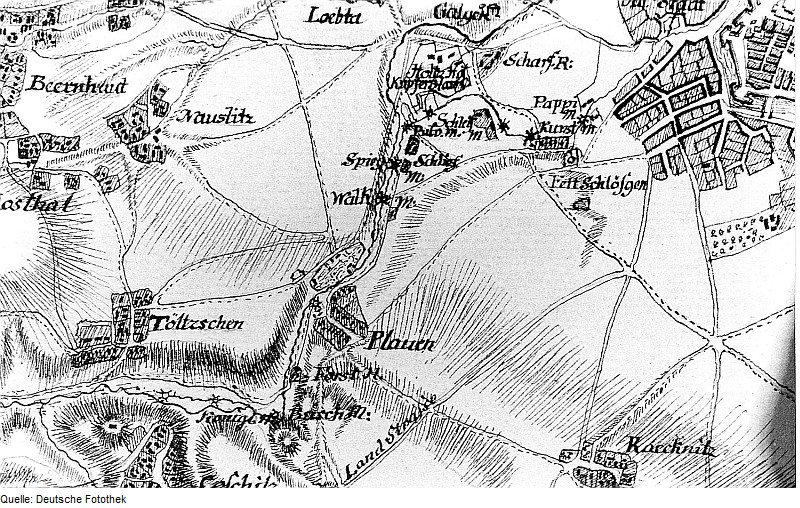
Töltzschen um 1759

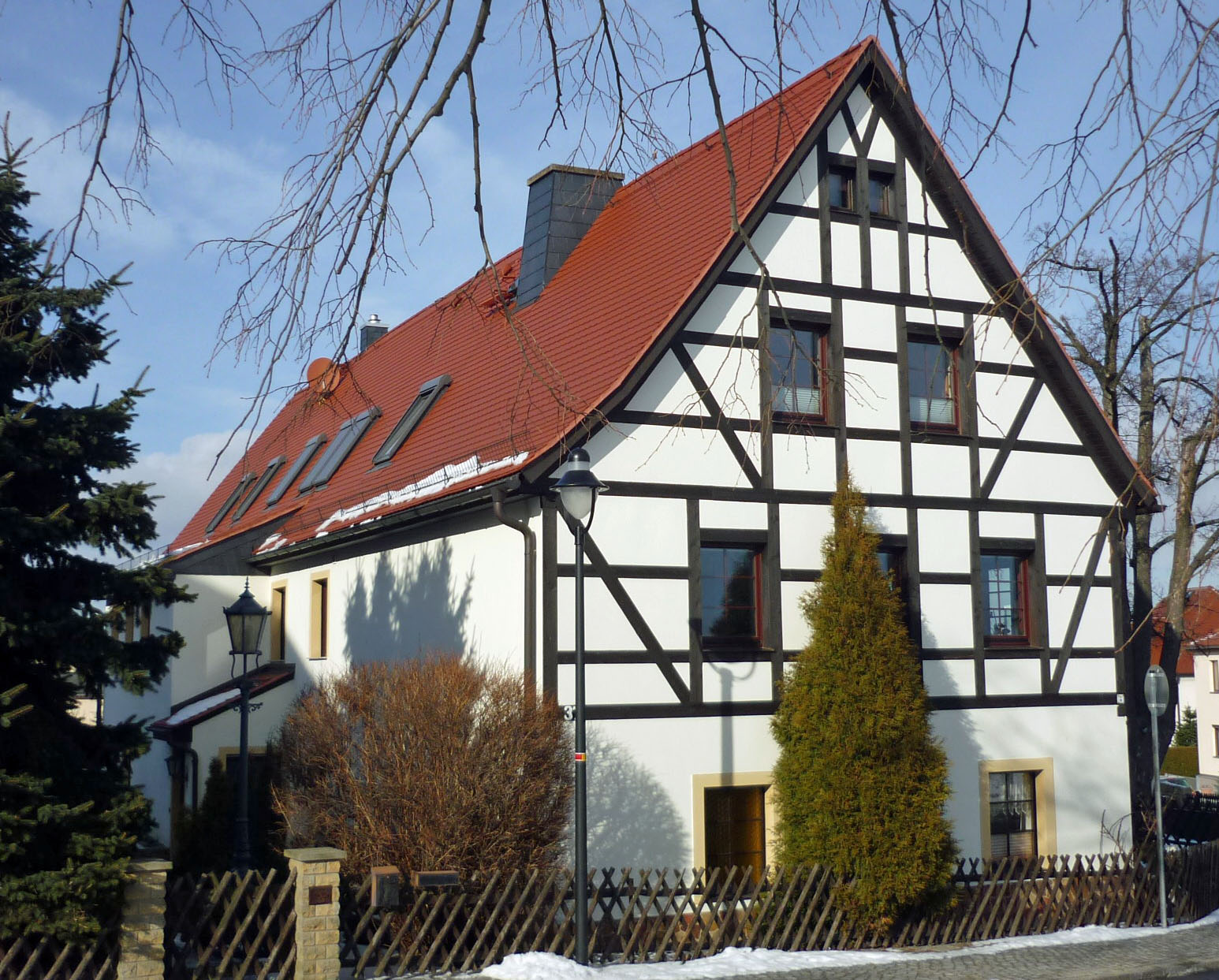
Altdölzschen

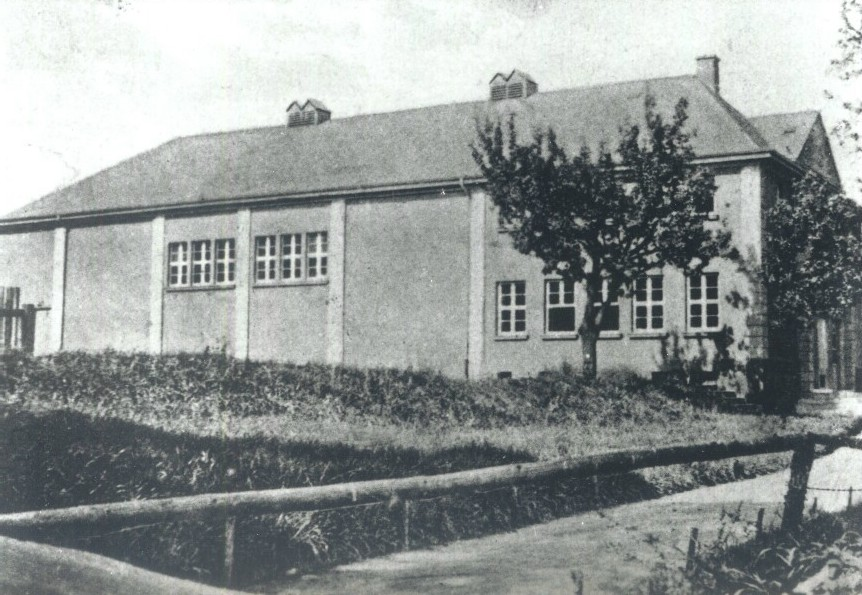
Turn- und Festhalle mit Wannenbädern, erbaut 1927

Archäologische Funde belegen eine steinzeitliche und bronzezeitliche Besiedlung der Dölzschener Höhen. Das aus einer slawischen Siedlung hervorgegangene Dorf wird als Deltsan 1144 in einer Urkunde König Konrad III. als Besitzung des Domstifts Meißen als Deltham erstmals genannt. Eine legendäre Burganlage Thorun, die man zwischen Dölzschen und Pesterwitz auf dem Burgwartsberg vermutet, wird 1206 erwähnt. Bis nach 1559 blieb das Dorf Meißen zugehörig, später wird eine Familie von Nimptsch als Grundbesitzer genannt. Auf einer historischen Karte der Umgebung Dresdens von 1759 heißt der Ort Töltzschen. Vom 16. bis ins 19. Jahrhundert sind um Dölzschen mehrere Bergwerke nachweisbar, die überwiegend im Plauenschen Grund unterhalb des Dorfes angelegt wurden und wenig ertragreich waren. 1794 wurde im Weißeritztal unmittelbar an der Grenze zur Nachbargemeinde Döhlen ein Eisenhammerwerk gegründet. Ein gleichnamiges Flächennaturdenkmal erinnert in der Gegenwart daran.
Ende des 18. Jahrhunderts begann man die steilen Abhänge über der Weißeritz zu terrassieren und Weinberge anzulegen, die in der Nähe der Begerburg noch erkennbar sind. Mit der Anlage der Steinbrüche verschwanden die Weinberge des Plauenschen Grundes. Ein etwas versteckt liegender kleiner Rebhang unterhalb der Schule knüpft an die Dölzschener Winzertradition an.
1813 wurde Dölzschen während des Angriffs der Verbündeten gegen das französisch besetzte Dresden weitgehend zerstört, nur ein Gehöft überstand die Kämpfe. Mit dem Wiederaufbau begann die Ansiedlung von Gewerbe und Industrie im Plauenschen Grund: eine Brauerei, Steinbrüche, Steinschlagwerke und eine Mühle mit Brotfabrik.
Der 1794 angelegte Eisenhammer wurde 1827 von Carl Friedrich August Dathe von Burgk erworben, der das Werk in den nächsten Jahren umfangreich modernisierte und ausbaute. 1842 wurde hier der erste sächsische Koks-Hochofen angeblasen. Nach einem Besuch des sächsischen Königs Friedrich August II. firmierte das Werk ab 1846 unter der Bezeichnung Freiherrlich von Burgksche König-Friedrich-August-Hütte. Das Werk entwickelte sich zu einem der wichtigsten Industriebetriebe im Plauenschen Grund.
Eine Schule bekam Dölzschen schon 1840, ein größeres Schulhaus wurde 1897/98 gebaut, die heutige 81. Grundschule „Robert Weber“. Von 2013 bis 2015 wurde das denkmalgeschützte Gebäude grundlegend saniert und um Anbauten erweitert. Es erhielt eine barockisierende Turmhaube auf dem vorhandenen Uhrturm und rokoko-barocco Fassadenschmuck. An das Schulgebäude wurde eine moderne Sporthalle und weitere Nebenräume angefügt. Die entwerfenden Architekturbüros ARGE Rieger Architektur GbR und ASD Architektur- und Ingenieurbüro Dresden erhielten 2016 für ihren Entwurf den Erlweinpreis der Stadt Dresden.
1889 hat man eine sehr steile Straße als Verbindung des Plauenschen Grundes mit Altdölzschen gebaut, die heutige Serpentinstraße. Nach 1900 wuchsen die Wohngebiete allmählich die Hänge hinauf. 1923 wurden die Nachbargemeinde Roßthal, zu der die ehemalige Gutsarbeitersiedlung Neunimptsch gehörte, zu Dölzschen eingemeindet. Mit der Eingemeindung Dölzschens in die Stadt Dresden im Jahr 1945 wurden auch diese Orte Dresdner Stadtteile. Bei den Luftangriffen 1945 entstanden in Dölzschen nur geringe Schäden. Die Industrieansiedlungen im Plauenschen Grund verloren nach dem Krieg zunehmend an Bedeutung, nur ein Nachfolgebetrieb der ehemaligen König-Friedrich-August-Hütte ist noch in Betrieb.
Der Stadtteil Dölzschen wird von Wohnsiedlungen mit Villen, Einfamilien- und Reihenhäusern dominiert und ist von Grüngebieten umgeben. An den dörflichen Ursprung erinnert der alte Dorfkern (Altdölzschen) und die Felder im Stadtteil und in der nahen Umgebung, hinzu kommen mehrere Kleingartenanlagen, Felder, Parks und eine Freibadanlage.

## Wirtschaft

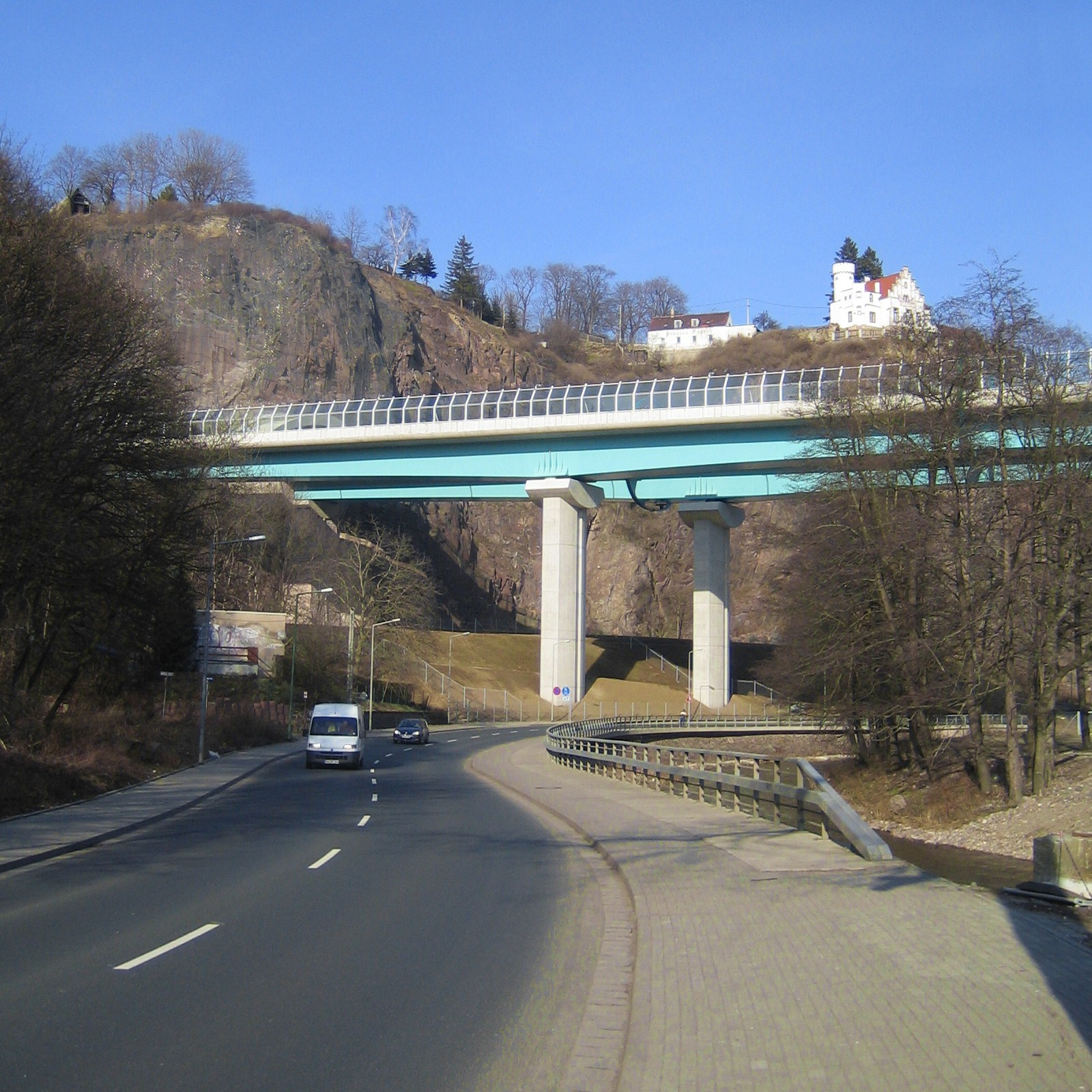
Blick auf die Hänge Dölzschens mit Weißeritztalbrücke und Begerburg

Die wirtschaftliche Bedeutung Dölzschens ist gering, nur das Eisenhammerwerk Dölzschen und landwirtschaftliche Betriebe sind noch nennenswert. Die Einwohner arbeiten größtenteils in den benachbarten Städten Dresden und Freital.

## Verkehr

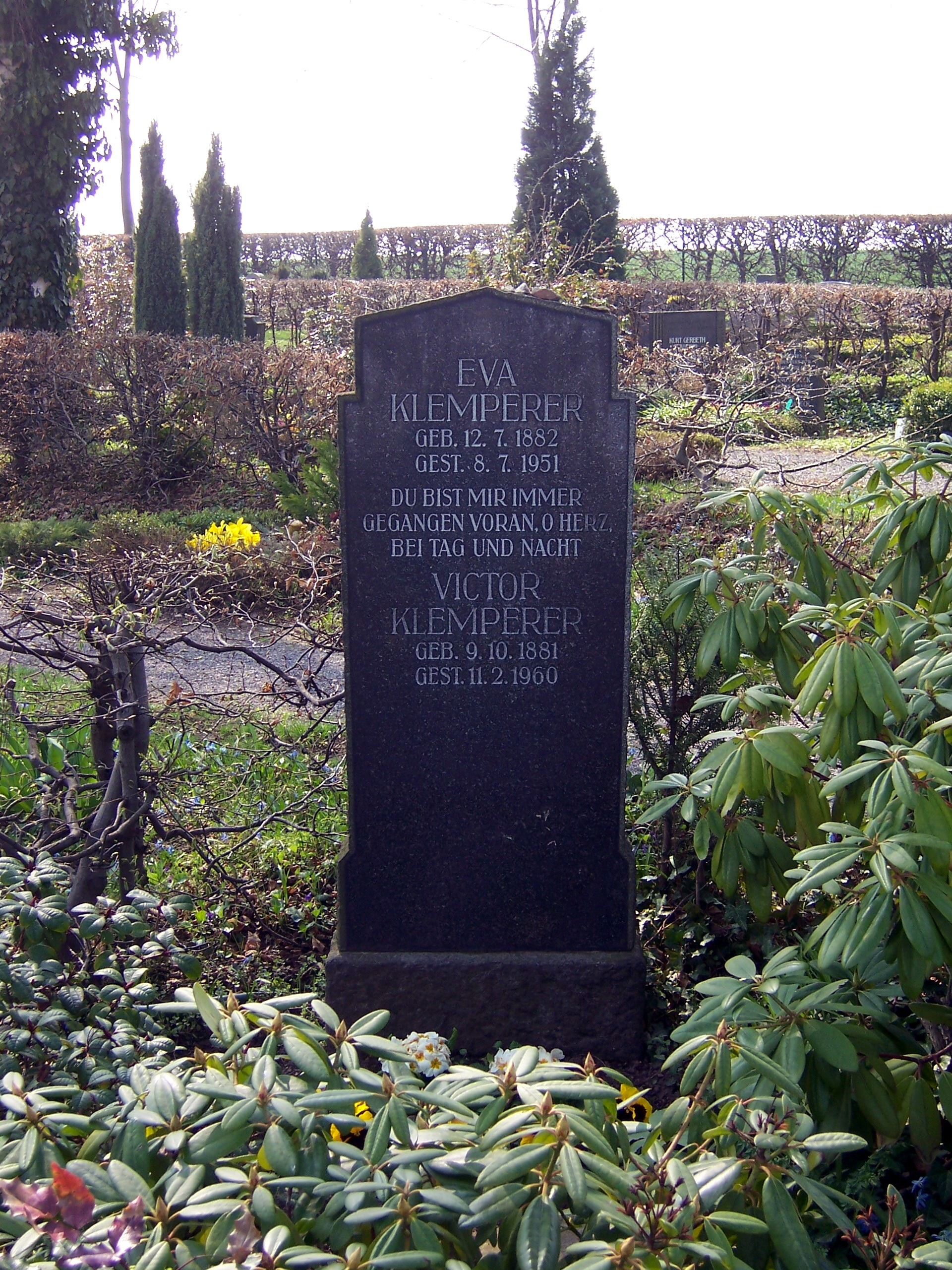
Grabstein Victor Klemperers in Dölzschen

Der Stadtteil ist durch die DVB-Buslinie 62 an die Stadt angeschlossen, diese hat in Altdölzschen ihre Endhaltestelle („Dölzschen“). In 15 Minuten erreicht man das Zentrum Dresdens. Die Buslinie verkehrt über die wichtigen Innenstadthaltestellen der Straßenbahn „Prager Straße“ und „Pirnaischer Platz“ bis in die Johannstadt und zum Universitätsklinikum Carl Gustav Carus Dresden.
Eine Besonderheit ist die Bundesautobahn 17, die Dölzschen in dem 1070 Metre langen Dölzschener Tunnel unterquert, auf der Weißeritztalbrücke den Plauenschen Grund überwindet und in einem weiteren Tunnel, dem 2350 Meter langen Coschützer Tunnel, weitergeführt wird. Dölzschener Autofahrer erreichen in wenigen Minuten die nächstgelegene Anschlussstelle der BAB 17 in Dresden-Gorbitz.

## Kultur und Sehenswürdigkeiten

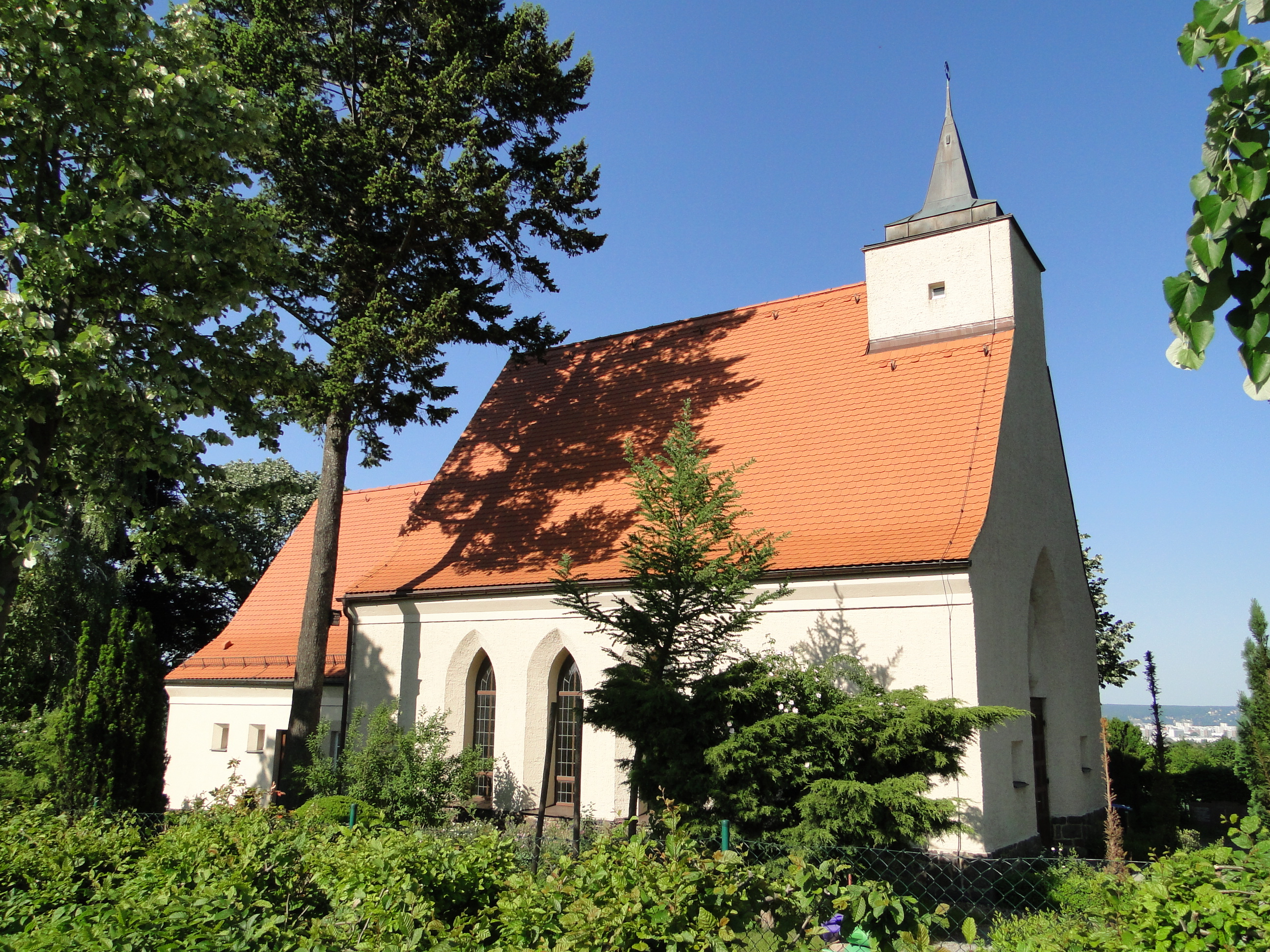
Kapelle auf dem Friedhof

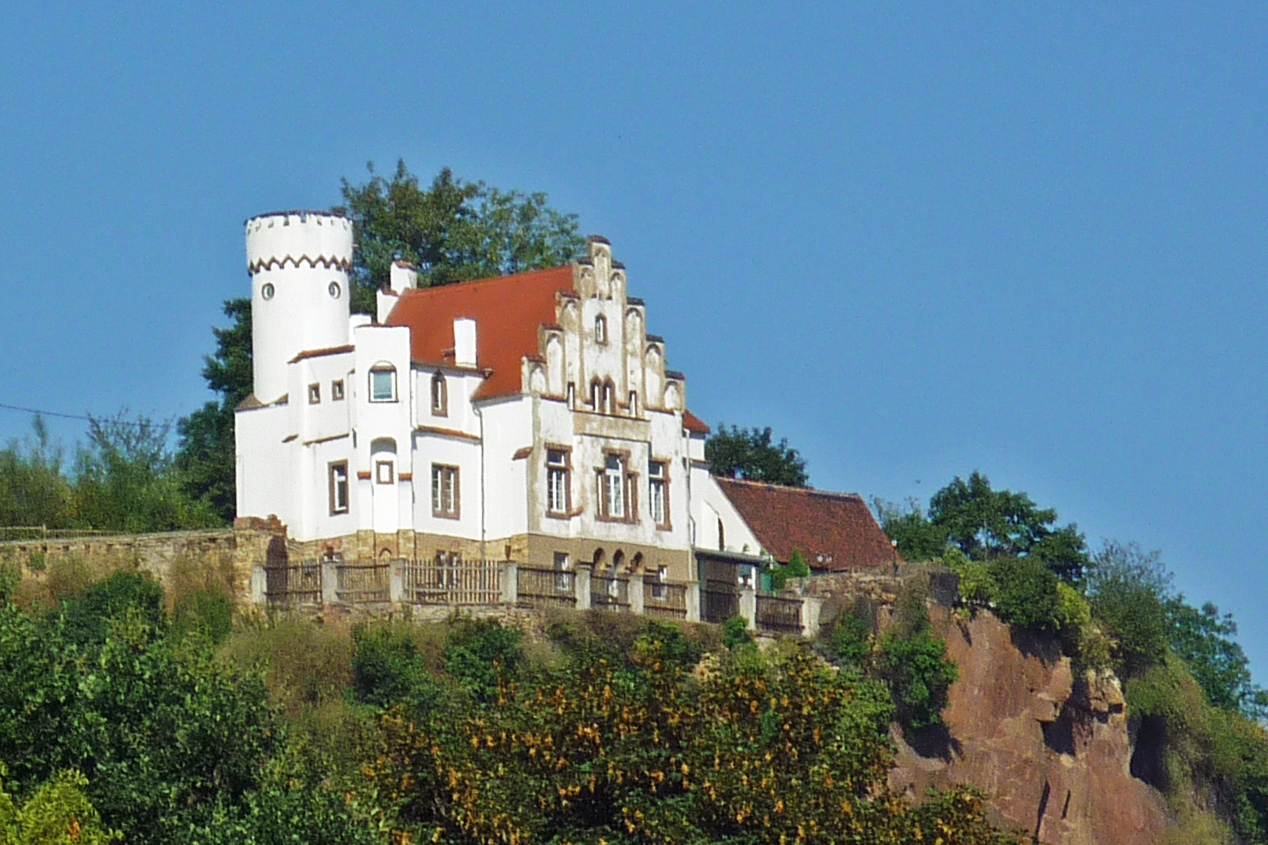
Die Begerburg in Dölzschen über dem Plauenschen Grund

Der „Naturheilverein Dresden-Löbtau und Umgegend“ wurde 1870 gegründet und legte in Dölzschen ein Licht- und Luftbad an, das später um ein Wasserbecken erweitert wurde. In einer parkähnlichen sehr gepflegten Anlage gelegen wird dieses Freikörperkultur-Bad gern von Dresdnern genutzt und hatte 2019 22.000 Besucher.
Ein besonderer Aussichtspunkt ist ein Felsvorsprung oberhalb der Autobahnbrücke der BAB 17, das „Kanapee“, auf dem die Begerburg über dem Plauenschen Grund steht. Sie wurde zu einem Wahrzeichen Dölzschens. Von hier sind weite Teile des Plauenschen Grundes einzusehen. Der Dölzschener Gutsbesitzer Beger ließ nach 1852 anstelle mehrerer Vorgängerbauten, wie der Carlsburg von 1742, eine Villa im neogotischen Stil errichten. An der Villa vorbei führt ein steiler Fußweg durch die früheren Weinberge hinab ins Weißeritztal. Wegen der  direkt unter der Begerburg beginnenden Sprengungen beim Autobahnbau ab Oktober 2000 musste die Villa aufwendig gesichert werden, 1997 war es zu einem gewaltigen Felssturz gekommen.
Auf dem 1923 eingeweihten Friedhof Dölzschen ruht unter anderem der Sprach- und Literaturwissenschaftler Victor Klemperer, der bis 1960 viele Jahre in Dölzschen gelebt hat (Haus Klemperer). In der kleinen Friedhofskapelle finden ab und zu Konzerte statt.

## Öffentliche Einrichtungen
- Luftbad Dölzschen (FKK-Bad)[2]
- 81. Grundschule mit Hort
- Sportplatz der SG Dölzschen 1928

## Persönlichkeiten
- Johann Gottlieb Beger: Gutsbesitzer, Bauherr der Begerburg
- Robert Weber (1849–1924): Schuldirektor, Reformpädagoge
- Hermann Amos (1880–1950), Ingenieur und Baubeamter
- Alfred Darre (1890–1945): Bürgermeister
- Victor Klemperer (1881–1960): Romanist, Literaturwissenschaftler, Schriftsteller
- Gerd Böhme (1899–1978), Maler
- Balduin Thieme (Pseudonym Peter Uhu) (1910–1996): Journalist, Dichter, Schriftsteller